# Nothing from Nothing
Nothing from Nothing – pierwszy minialbum nagrany przez Ayumi Hamasaki. Został wydany 1 grudnia 1995 r. przez wytwórnię Nippon Columbia.

## Lista utworów
Singel
| # | Tytuł                                     | Czas |
| - | ----------------------------------------- | ---- |
| 1 | "Nothing from Nothing"                    | 5:40 |
| 2 | "Paper Doll"                              | 5:16 |
| 3 | "Nothing from Nothing" (Original karaoke) | 5:40 |

Album
| #                | Tytuł                                     | Czas |
| ---------------- | ----------------------------------------- | ---- |
| 1                | "Nothing from Nothing" (single version)   | 5:40 |
| 2                | "Limit"                                   | 6:34 |
| 3                | "Paper Doll"                              | 5:16 |
| 4                | "Gut it-Pez"                              | 6:04 |
| 5                | "Nothing from Nothing" (album version)    | 6:14 |
| Ścieżka bonusowa |                                           |      |
| 6                | "Nothing from Nothing" (Original karaoke) | 5:40 |